# دیسکرازیت
دیسکرازیت  (به انگلیسی: Dyscrasite) با فرمول شیمیایی Ag3Sb از مجموعه کانی‌هاست و دارای شکست ناصاف است. از زبان یونانی duskrasia به معنی مخلوط بد گرفته شده‌است.  برای اولین بار در آلمان غربی کشف شد و از نظر شکل بلور: پسودوهگزاگونال، رنگ: سفید نقره‌ای با انعکاس خاکستری و قهوه ای، شفافیت: کدر(اپاک)، شکستگی: ناصاف، جلا: فلزی، رخ: ناقص، سیستم تبلور: ارترومبیک و در رده‌بندی آنتیموانور است  و منشأ تشکیل آن هیدروترمال است.
همایند کانی‌شناسی (پارانژ) آن نقره - آنتیمون- نقره- پیرارگیریت- گالن و... است
، از نظر ژیزمان بلور- اگرگات تخت دانه‌ای - ورقی کمیاب است و بیشتر در آلمان غربی، فرانسه، اسپانیا، چک اسلواکی، شیلی و استرالیا یافت می‌شود.

## منبع
- پردیس کشاورزی ایران